# Bhagavad-gītā
La Bhagavad-gītā (también,  el Bhagavad Gita) es un importante texto sagrado hinduista.
Se lo considera uno de los clásicos religiosos más importantes del mundo.

## Etimología
- bhagavadgītā, en el sistema AITS (alfabeto internacional para la transliteración del sánscrito).
- भगवद्गीता, en escritura devanagari del sánscrito.
- [ˌbʱɑgəvədˈgiːtɑː], pronunciación según el sistema AFI[4]
- [bágavad guíta], pronunciación aproximada en idioma español.[5]

Etimología: el término bhagavadgītā significa ‘el canto de Bhagaván (Dios, que posee [todas las] opulencias)’.
A veces se traduce de manera imprecisa simplemente como ‘canto del Señor’.

## Contexto
Es parte del texto épico Mahábhárata (posiblemente del siglo III a. C.). Consta de 700 versos.

## Contenido

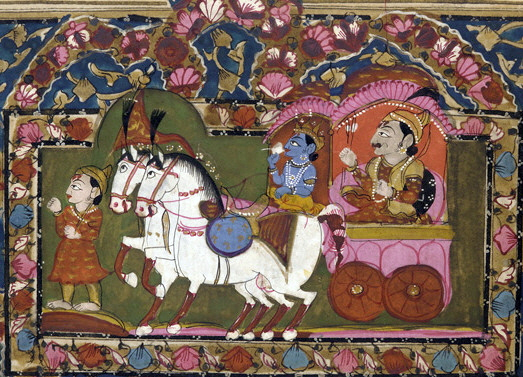
Krisna y Arjuna en la batalla de Kurukshetra. Representación en una pintura del Majabhárata, del siglo XVIII-XIX.

Su contenido es la conversación entre Krishna ―a quien los hinduistas consideran una encarnación de Vishnú (mientras que los krishnaítas lo consideran el origen de Vishnú)― y su primo y amigo Arjuna en el campo de batalla en los instantes previos al inicio de la guerra de Kurukshetra. Respondiendo a la confusión y el dilema moral de Arjuna, Krishna explica a este sus deberes como guerrero y príncipe, haciéndolo con ejemplos y analogías de doctrinas yóguicas y vedánticas.
Esto ha hecho que el Bhagavad-gītā sea considerado un resumen breve de las doctrinas hinduistas.
Durante su discurso, Krishna revela su identidad como el ‘mismísimo Dios’ (suaiam Bhagaván), bendiciendo a Aryuna con una impresionante visión de su divina forma universal.

## Otros nombres
El Bhagavad-gītā recibe también el nombre de Gītopaniṣad (Guita upanishad) y a veces Iogopanishad (Yoga-upanishad), dando a entender así su estatus equivalente al de una Upanishad, es decir, de escritura vedántica.
Por formar parte del Majabhárata, se incluye entre los textos Smriti. Sin embargo, al ser también parte de las Upanishads, tiene el estatus de śruti, o ‘escritura revelada [oída]’.
El Guitá representa un resumen de las enseñanzas upanishádicas, siendo llamado también «la Upanishad de las Upanishads».
Además, también es llamado moksha shastra (‘texto sagrado de la liberación’), ya que trata lo referente a la ciencia de lo absoluto y establece el camino para la emancipación.
Con frecuencia, el Bhagavad Gītā es llamado simplemente Gītā. Este sustantivo en sánscrito es femenino (la ‘canción’), aunque en español se emplea generalmente como masculino (el ‘canto’).

## Autoría
Se desconoce el autor del Bhagavad-gītā. La mayor parte de los libros de la literatura de la India son anónimos. El Mahabhárata (libro que contiene al Gītā) atribuye su autoría al mítico sabio Viasa.

## Hipótesis de datación
Los historiadores acuerdan en asignar a este poema una fecha entre los siglos VI y III antes de Cristo. Aunque se desconoce la fecha exacta de la composición del Bhagavad-gītā, existen varias hipótesis.
Surendranath Dasgupta supone que el Gītā habría sido un texto prebudista (o sea, anterior al siglo IV a. C.) y que fue escrito antes del Majabhárata (o sea, antes del siglo III a. C.), por lo que se habría compuesto en torno al siglo VI a. C.
Según el escritor indio Prabhakar Kamath, a mediados del siglo III a. C. los seguidores del brahmanismo, inspirándose en la biografía del rey Ashoka, crearon el guion original del Bhagavad-gītā, llamado Aryuna vishada (‘la debilidad de Aryuna’) y lo insertaron en el expansivo Majabhárata. De este modo, trataban de revertir la tendencia de los chatrías a abandonar la antigua religión y convertirse a las nuevas religiones no violentas como el yainismo y el budismo.
Basándose en las diferencias entre los estilos poéticos, algunos especialistas del tema han señalado que el Bhagavad-gītā se añadió al Majabhárata en una fecha posterior (o sea, después del siglo III a. C.).
Según Sarvepalli Radhakrishnan, el Bhagavad-gītā sería anterior a la mayor parte de las primeras Upanishad y anterior también al periodo de desarrollo de los sistemas filosóficos y su formulación en los sutras, por tanto el origen del Guitá se situaría entonces en la era precristiana (o sea, antes del siglo I d. C.).
Mircea Eliade y Ioan P. Couliano proponen fechas más recientes, en torno al siglo II d. C.
Según algunos hinduistas se trata de un texto antiquísimo transmitido oralmente de generación en generación durante miles de años, por lo que es posible considerar que el Bhagavad-gītā sea de una fecha anterior a la que apuntan los estudiosos del tema. Así aparecen dataciones como la de Bal Gangadhar Tilak quien supone que se compuso en torno al año 3100 a. C.

### Otras consideraciones sobre la datación
En el propio texto del Bhagavad-gītā, Krisna afirma que el conocimiento del yoga contenido en el Gītā se instruyó a la humanidad en el comienzo mismo de su existencia. Por lo tanto, aunque se desconoce la fecha original de su composición, sus enseñanzas se consideran eternas; con lo cual la fecha en que se redactó es considerada irrelevante desde el punto de vista espiritual. Tal es la postura de expertos como Swami Vivekananda, quien consideraba que los acontecimientos históricos carecen de importancia para el estudio del Gītā desde el punto de vista del dharma (la religión hinduista), Bansi Pandit o Juan Mascaró.

## Análisis de su contenido

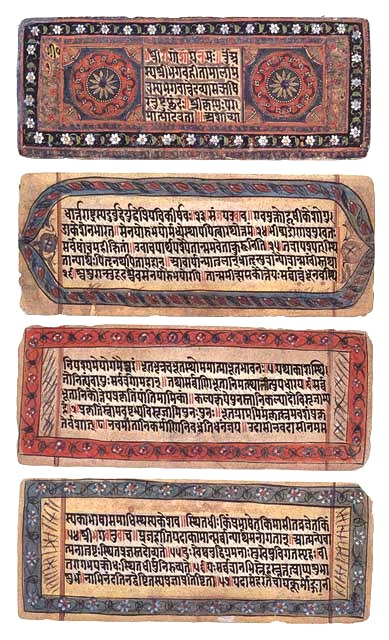
El Bhagavad Gītā en un manuscrito del siglo XIX.

El Bhagavad-gītā se desarrolla en el capítulo «Bhismá-parva» del Majabhárata y consta de 18 capítulos, del 25.º al 42.º, con un total de 700 versos.
Los propios versos utilizan la variedad y el estilo de la métrica sánscrita (chhandas) con símiles y metáforas, siendo escritas de una forma poética que tradicionalmente es cantada; de ahí el título «El canto del Divino».

## Preludio del «Bhagavad-gītā»

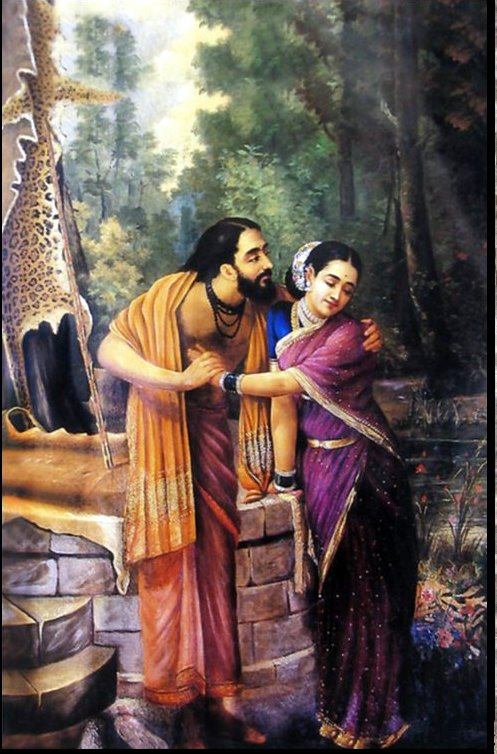
Representación de Aryuna y su mujer Subhadrá en un cuadro de Raja Ravi Varma.

El tema principal del Majabhárata son las hazañas de dos familias de primos reales, conocidos como los Pándavas y los Kauravas, que eran los hijos de dos hermanos, Pandu y Dritarastra, respectivamente. Dritarastra era ciego de nacimiento, por lo que Pandu heredó el ancestral reino, que comprendía la parte norte de la India moderna, en torno al actual Delhi. Los hermanos Pándava eran Iudistira el mayor, Bhima, Aryuna, Nakula y Sajá Deva. Los hermanos Kauravas eran un total de cien, siendo Duriodhana el mayor. Cuando Pandu murió a una edad joven, sus hijos, todavía pequeños, pasaron a estar bajo el cuidado de su tío Dritarastra, quien usurpó el trono.
Los pándavas y los kauravas fueron llevados juntos al mismo hogar, teniendo los mismos profesores, de los cuales, los más notables fueron Bhismá y Drona.
Bhismá, el abuelo sabio, actuaba como su jefe guardián, y Drona como su instructor militar. Los pándavas fueron dotados de justicia, autocontrol, nobleza y otros muchos rasgos caballerescos. Por otro lado, los cien hijos de Dritarastra, especialmente Duriodhana, adquirieron cualidades negativas, como la crueldad, la injusticia, la falta de escrúpulos, la codicia y la lujuria. Duriodhana, celoso de sus cinco primos, buscó maneras para acabar con ellos.
Cuando llegó el momento de coronar a Iudistira, el mayor de los Pándavas, como príncipe, Duriodhana, mediante un tortuoso juego de dados, desterró a los Pándavas al bosque.
A su regreso del destierro, los Pándavas demandaron su legítimo trono. Duriodhana, que había consolidado su poder mediante varias alianzas, se negó a restaurar sus derechos jurídicos y morales. Los intentos de los mayores y de Krisna, que era amigo de los Pándavas y también de los Kauravas, para resolver el asunto fallaron. Nada satisfaría la codicia desmedida de Duriodhana.
La guerra se hizo inevitable. Duriodhana y Aryuna, cada uno por su parte, pidieron a Krisna que les ayudara en la guerra, ya que poseía el ejército más fuerte y era venerado como el más sabio y maestro yogui más grande. Krisna ofreció otorgar su gran ejército a uno de ellos y convertirse en un auriga y consejero del otro, pero no tocaría ningún arma ni participaría en batalla alguna.
Duriodhana eligió el vasto ejército de Krisna, mientras que Aryuna prefirió escoger a Krisna como su auriga.
El reino entero respondió a la convocatoria de los Pándavas y los Kauravas. Los reyes, príncipes y caballeros de la India con sus ejércitos, se reunieron en la llanura sagrada de Kurukshetra.
El rey ciego Dritarastra deseó seguir el desarrollo de la batalla. El sabio Vyasa le ofreció dotarle de una vista sobrenatural, pero el rey se negó ante tal ofrecimiento, ya que consideraba que ver de cerca la destrucción de sus seres queridos sería demasiado para poder soportarlo. Vyasa reaccionó dotando de una visión sobrenatural a Sanyaia, que iba a actuar como reportero de Dritarastra. El Guitá se inicia con la pregunta del rey ciego a Sanyaia respecto a lo que sucedió en el campo de batalla cuando los dos ejércitos se enfrentaron entre sí.

## Inicio de la narración

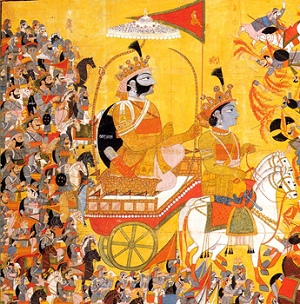
Krisna y Aryuna en el carro de guerra durante la guerra del Majabhárata.

El discurso del Bhagavad-gītā se inicia en las postrimerías de la batalla de Kurukshetra. Comienza con el príncipe pándava Aryuna, que se encuentra repleto de dudas en pleno campo de batalla. Consciente de que sus enemigos son sus propios parientes, amigos queridos y venerados maestros, Aryuna se dirige a su auriga, Krisna, buscando consejo.
En resumen, la principal materia filosófica del Bhagavad-gītā es la explicación de los cinco conceptos o «verdades» básicas:
- Íshuara (Dios, controlador).
- yiva-atma (‘viva-alma’ o alma viviente).
- prakrti (materia).
- karma (deber).
- kala (tiempo).

Krisna aconseja a Aryuna con la idea del dharma, es decir, el deber religioso. Comienza con el principio de que el alma es eterna e inmortal.
Cualquier muerte en el campo de batalla solo supondría el desprendimiento del cuerpo, pero el alma es permanente. Aryuna no logra entender la naturaleza de las cosas. Su prurito en matar es un impedimento para el correcto dharma. Esencialmente, Aryuna desea abandonar la batalla sin intervenir; sin embargo, Krisna le advierte que si no interviene, el orden establecido se rompería.
Con el objetivo de clarificar su consejo, Krisna expone los distintos procesos de yoga y la comprensión de la verdadera naturaleza del universo. Krisna describe cuatro senderos yóguicos:
- el servicio devocional,[42]
- la acción,[43]
- la meditación,[44] y
- el conocimiento.[45]

Fundamentalmente, el Bhagavad-gītā propone que la verdadera iluminación proviene del crecimiento más allá de la identificación con lo temporal del ego, el "yo falso" y el mundo efímero, de modo que uno se identifica con la verdad de la inmortalidad propia, el alma absoluta o atman. A través de la separación sentido material del ego, el yogui, o seguidor de un camino particular del yoga, es capaz de superar su ilusoria mortalidad y su vinculación con el mundo material para entrar en el reino de lo Supremo.